# Operação Halyard
A Operação Halyard (ou Missão Halyard), conhecida em sérvio como Operação Ponte Aérea (em sérvio:  Операција Ваздушни мост),  foi uma operação de transporte aéreo Aliado atrás das linhas do Eixo durante a Segunda Guerra Mundial. Em julho de 1944, o Escritório de Serviços Estratégicos (OSS) traçou planos para enviar uma equipe de força Chetnik liderada pelo General Draža Mihailović no Território do Comandante Militar ocupado pelos alemães na Sérvia com o propósito de evacuar os aviadores aliados abatidos sobre aquela área.  Esta equipe, conhecida como equipe Halyard, era comandada pelo Tenente George Musulin, juntamente com o Sargento Michael Rajacich, e o operador de rádio especialista Arthur Jibilian. A equipe foi destacada para a Décima Quinta Força Aérea dos Estados Unidos e designada como a 1ª Unidade de Resgate de Tripulação Aérea.  Foi a maior operação de resgate de aviadores americanos da história.  De acordo com o historiador Professor Jozo Tomasevich, um relatório apresentado ao OSS mostrou que 417  aviadores aliados que foram abatidos na Iugoslávia ocupada foram resgatados pelos Chetniks de Mihailović,  e transportados de avião pela Décima Quinta Força Aérea.  De acordo com o Tenente Comandante. Richard M. Kelly (OSS), um total de 432 funcionários dos EUA e 80 aliados foram transportados por via aérea durante a Missão Halyard.  De acordo com Robert Donia, as operações aéreas aliadas sobre o território partidário na Iugoslávia foram estrategicamente significativas e de amplo escopo. Os formulários dos evasores mostram que aviadores pousaram em grande parte da Iugoslávia, do leste da Sérvia à Eslovênia e até mesmo na Bulgária. Os evacuados mencionaram com mais frequência as pistas de pouso em Tičevo, Sanski Most e na ilha costeira croata de Vis. Dos 2.364 aviadores resgatados da Iugoslávia, cerca de 2.000 foram extraídos do território partidário e 350 do território controlado por Chetniks. 

## Contexto

### Alvos para bombardeio
Após a bem-sucedida invasão aliada da Sicília, a Itália capitulou no outono de 1943, os Aliados ocuparam todo o sul da Itália. No final de 1943, a 15.ª Força Aérea das Forças Aéreas do Exército dos Estados Unidos, sob o comando do General Nathan Twining, foi transferida da Tunísia para um campo de aviação perto de Foggia. Este aeródromo tornou-se a maior base aérea americana no sul da Itália, e foi usado para atacar alvos no sul e no leste da Europa. A 15ª Força Aérea do Exército também utilizou os aeródromos próximos de Bari, Brindisi, Lecce e Manduria.

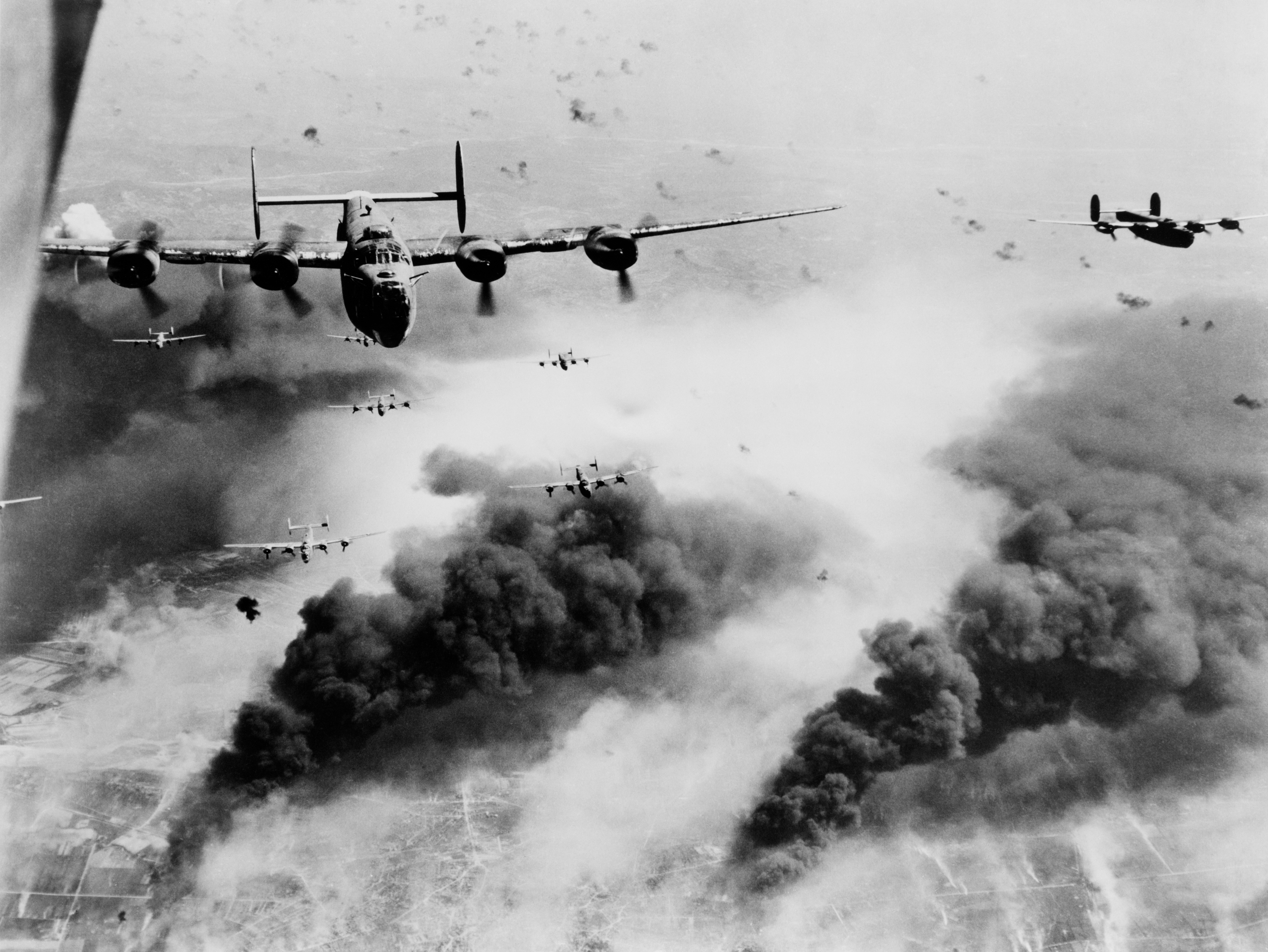
B-24D sobrevoam Ploiești durante a Segunda Guerra Mundial

A 15ª Força Aérea bombardeou alvos na Alemanha, Hungria, Eslováquia, no Estado Independente da Croácia, no Território do Comandante Militar na Sérvia, Bulgária e Romênia. Alguns dos alvos mais importantes eram fontes de petróleo e refinarias de petróleo na Roménia. Estas instalações foram a força motriz da máquina de guerra de Hitler e os principais alvos da Campanha do Petróleo da Segunda Guerra Mundial. A refinaria Ostro Romano em Ploiești fornecia um quarto das necessidades de combustível do Terceiro Reich e era um dos alvos prioritários. Todos os voos visando os campos petrolíferos e refinarias na Roménia, perto da cidade de Ploiești, a norte de Bucareste, passaram pelo Território do Comandante Militar na Sérvia.

### Rota de Vôo
De outubro de 1943 a outubro de 1944, a 15ª Força Aérea conduziu cerca de 20.000 surtidas com caças e bombardeiros. Durante esse período, perdeu quase cinquenta por cento de suas aeronaves, mas apenas cerca de dez por cento de seu pessoal. Para a realização de missões de combate, a Décima Quinta Força Aérea tinha à sua disposição 500 bombardeiros pesados (B-17 Flying Fortresses e B-24 Liberators) e cerca de 100 caças de escolta.
A rota de voo do sul da Itália para os alvos na Roménia repetiu-se todos os dias desde a primavera de 1944, (sobre o Mar Adriático, Montenegro, Sérvia e Bulgária até à Roménia). Dois terços destes voos foram realizados contra objectivos na Bulgária, Romênia e na zona da Sérvia ocupada pelos alemães. Os alemães tinham à sua disposição um número limitado de aviões de combate cujos alvos mais frequentes eram aviões aliados que já tinham sido danificados pelas defesas antiaéreas do Eixo na Bulgária e na Roménia, aviões que devido a tais danos tiveram que voar lentamente a baixa altitude.
Na Primavera de 1944, a USAAF intensificou o bombardeamento de alvos na Bulgária e na Roménia, com o resultado de que os aviadores americanos foram forçados a resgatar aeronaves danificadas sobre a Jugoslávia em números crescentes. Algumas tripulações caíram nas mãos de tropas romenas, búlgaras, croatas ou alemãs e foram enviadas para campos de prisioneiros de guerra. Em agosto de 1944, 350 bombardeiros foram perdidos. Muitas das tripulações sobreviveram: algumas caíram em território controlado pelos guerrilheiros do marechal Tito, enquanto outras encontraram refúgio na Sérvia com os chetniks de Draža Mihailović. 

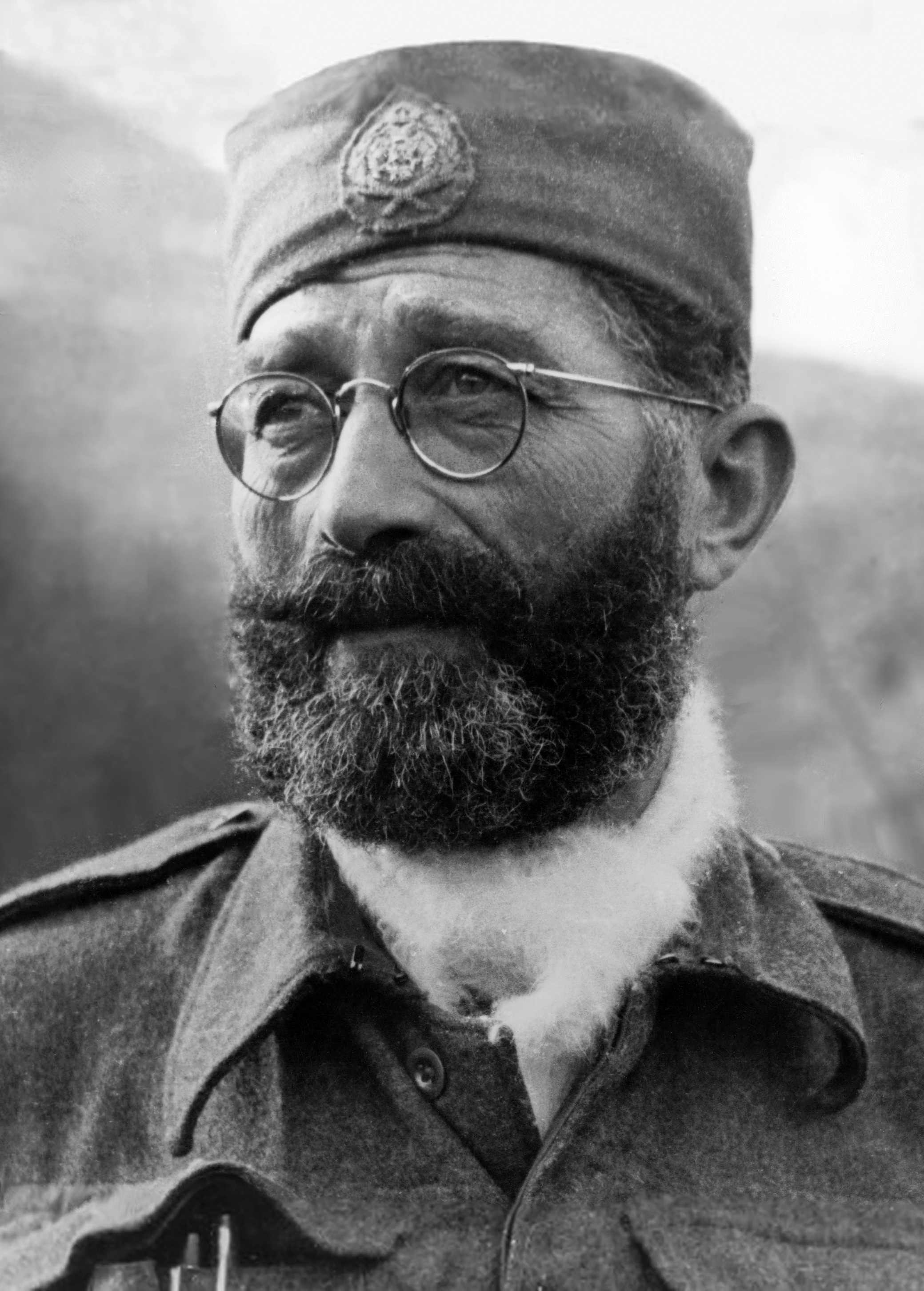
Draža Mihailović em 1943

Os primeiros aviadores americanos resgataram a zona da Sérvia ocupada pelos alemães em 24 de janeiro de 1944. Nesse dia dois Libertadores foram abatidos, um deles sobre Zlatibor, o outro sobre Toplica. Um bombardeiro, danificado por aviões de combate alemães, fez um pouso de emergência entre Pločnik e Beloljin.  Uma tripulação de nove pessoas foi resgatada pelo Corpo de exército Chetnik Toplica sob o comando do major Milan Stojanović. A tripulação foi colocada na casa dos líderes locais do Chetnik, na aldeia de Velika Draguša. Outro bombardeiro foi abatido naquele mesmo dia, com a tripulação saltando sobre o Monte Zlatibor. Eles foram encontrados por membros do Corpo de Zlatibor. Uma mensagem de radiograma sobre o resgate de uma das tripulações foi enviada por Stojanović a Mihailović em 25 de janeiro. O major Stojanović escreveu que no dia anterior cerca de 100 bombardeiros voaram da direção de Niš em direção a Kosovska Mitrovica, e que foram seguidos por nove caças alemães. Após uma batalha de meia hora, um avião pegou fogo e foi forçado a pousar entre as aldeias de Pločnik e Beloljin, no vale do rio Toplica.
No início de julho de 1944, mais de cem aviadores estavam em áreas sob controle de Chetnik.  As forças de ocupação alemãs e búlgaras na Sérvia que avistaram a aeronave danificada e os paraquedas abertos perseguiram os aviadores. No entanto, os Chetniks sob o controle de Mihailović já os haviam alcançado. Os alemães ofereceram dinheiro à população sérvia local pela captura dos aviadores aliados. Os camponeses aceitaram os aviadores em suas casas e alimentaram-nos durante meses sem a ajuda dos Aliados. Hospitais para aviadores doentes e feridos foram estabelecidos na aldeia de Pranjani.

## Criação da Unidade de Resgate de Tripulação Aérea

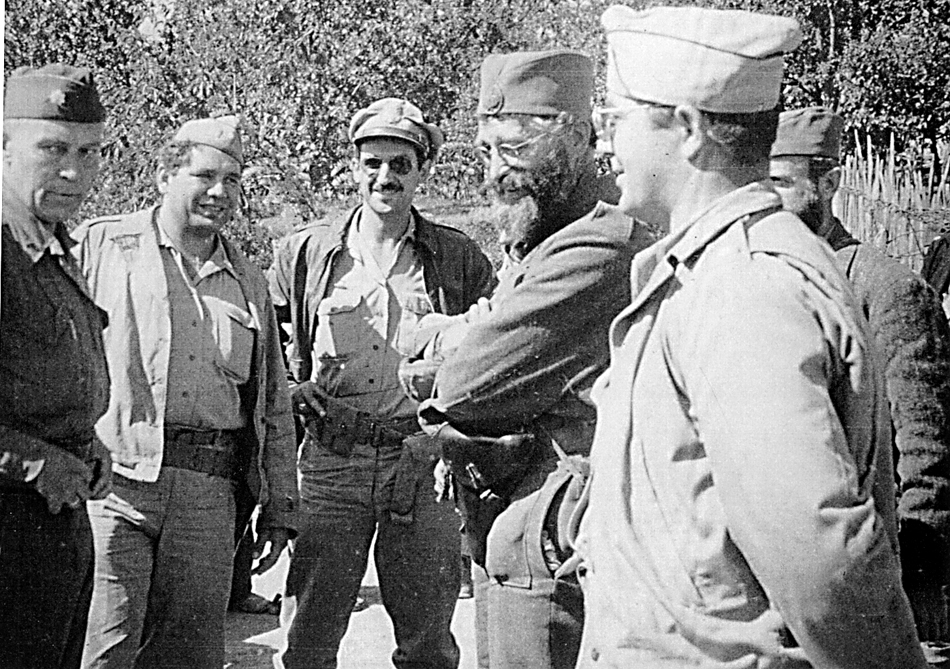
General Mihailović com os membros da missão militar dos EUA, Operação Halyard 1944.

Os oficiais do Escritório de Serviços Estratégicos já haviam garantido a cooperação do Marechal Tito para resgatar os aviadores abatidos. Em janeiro de 1944, o major Linn M. Farish e o tenente Eli Popovich saltaram de pára-quedas no quartel-general partidário em Drvar para providenciar assistência no resgate de aviadores americanos. Após uma reunião com Tito em 23 de janeiro de 1944, foram enviadas ordens a todas as unidades partidárias para que fizessem todo o possível para localizar os aviadores abatidos e conduzi-los com segurança até a equipe de ligação aliada mais próxima. 
Os esforços para recuperar tripulações aéreas das áreas controladas por Chetnik entraram em conflito com a teia emaranhada da política dos Balcãs. Os britânicos, que consideravam aquela parte do mundo dentro da sua esfera de interesse, transferiram o seu apoio para Tito e estavam determinados a cortar todos os laços com Mihailović para não ofenderem o líder comunista. As tentativas americanas de manter contato com Mihailović foram rejeitadas por Londres.  No entanto, o General Nathan F. Twining, Comandante da 15.ª Força Aérea, estava determinado a resgatar os seus aviadores abatidos. Em 24 de julho de 1944, graças aos esforços de Twining e de vários oficiais do OSS, o General Ira C. Eaker (desde abril de 1945 Vice-Comandante das Forças Aéreas do Exército) dirigiu a 15ª Força Aérea para estabelecer uma Unidade de Resgate de Tripulação Aérea (ACRU). Esta organização independente das Forças Aéreas Aliadas do Mediterrâneo, anexada à 15.ª Força Aérea seria responsável pela localização e evacuação dos aviadores Aliados em todos os Balcãs.
Selecionado para chefiar a ACRU foi o coronel George Kraigher do Comando de Transporte da AAF. Kraigher voou para a Força Aérea Real Sérvia na Primeira Guerra Mundial. Antes da Segunda Guerra Mundial, Kraigher desempenhou um papel fundamental no desenvolvimento da rota aérea da Pan American Airways de Miami ao Oriente Médio, via Brasil e África Ocidental. Assumindo a unidade de resgate, Kraigher formou dois partidos. Trabalharíamos com os partidários de Tito; o outro iria para os Chetniks de Mihailović. 
O tenente George Musulin, um oficial do OSS que liderou uma missão de ligação a Mihailović e um dos principais defensores da manutenção do contato com os Chetniks, foi nomeado comandante da ACRU 1 (conhecida como Missão Halyard). Musulin, como sugeriu o tenente Nelson Deranian, chefe da Seção de Operações Especiais do OSS (SO) Bari, possuía "o caráter robusto necessário para enfrentar as dificuldades envolvidas". Sargento/M. Michael Rajacich, emprestado do OSS Secret Intelligence Branch (S1) para esta missão específica, e o especialista da Marinha de 1ª classe Arthur Jibilian, o operador de rádio OSS da missão, completaram a equipe de Musulin. 

## Resgate de aviadores americanos

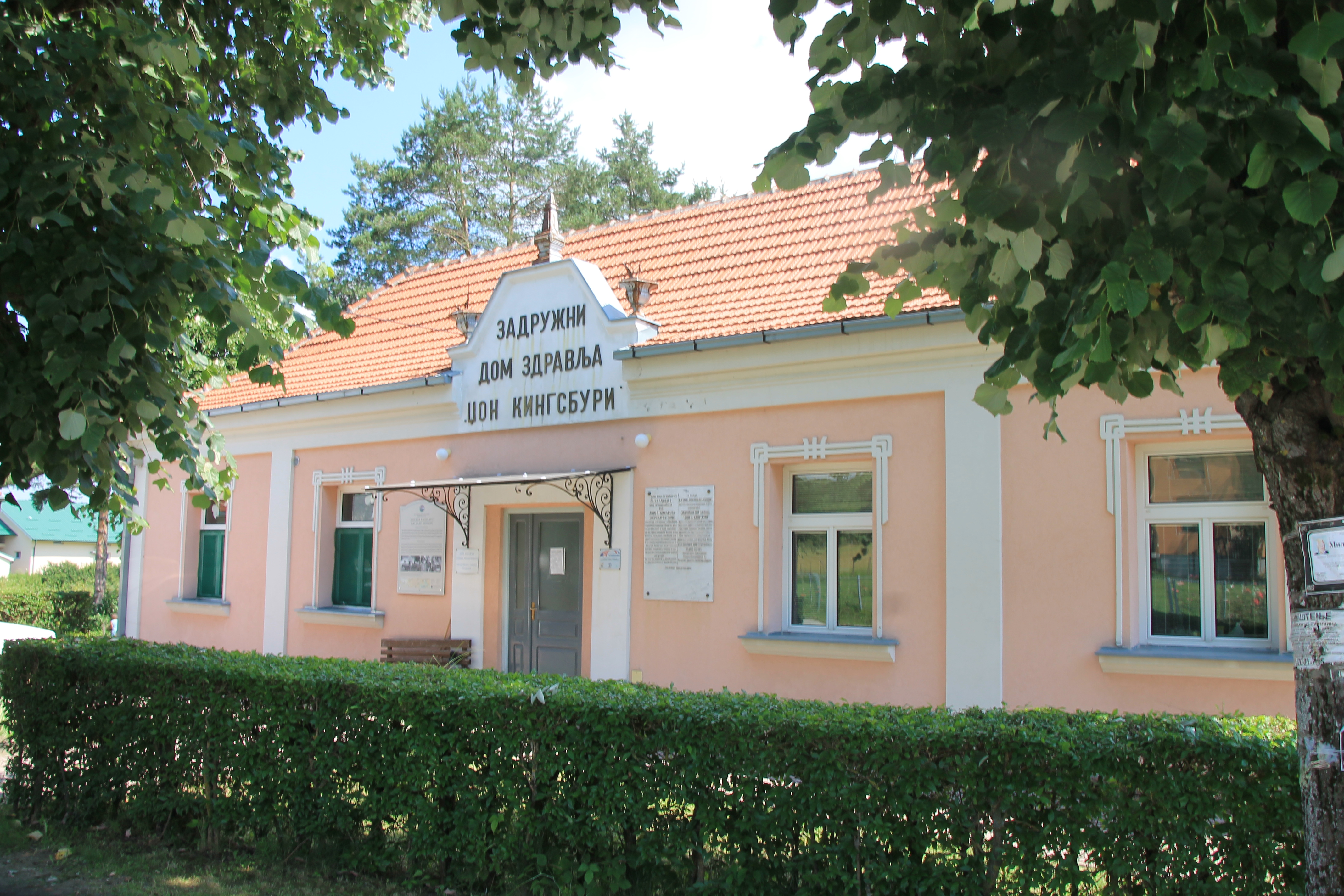
Centro de saúde na vila de Pranjani construído como doação do assistente social, humanista e membro da Cruz Vermelha dos EUA John A. Kingzbury (1876-1956) após a Primeira Guerra Mundial. Em 1944, a equipe da Missão Halyard liderada pelo OSS deu ajuda parcial com suprimentos limitados. O dispensário foi transformado num hospital de campanha militar dos EUA atrás das linhas inimigas para tratar aviadores americanos feridos, Chetniks sérvios e habitantes locais. No início do século XXI, esta aldeia representa um pequeno recanto dos EUA na Sérvia.

Na noite de 2 para 3 de agosto de 1944, após várias tentativas frustradas, a equipe da Missão Halyard saltou de paraquedas no quartel-general de Mihailović em Pranjani. 
O aviador Richard Felman (415º Esquadrão de Bombardeio, 98º Grupo de Bombardeio, 15ª Força Aérea), que estava em Pranjani, relembra a cena quando a missão chegou ao campo de aviação: "Aquele que estava na liderança era o membro de uma multidão de Chetniks - eles estavam beijando-o e torcendo por ele com lágrimas nos olhos. Ele usava um uniforme americano e era um dos maiores caras que eu já vi. Ele se aproximou de nós e estendeu as mãos. 'Eu sou George Musulin', ele disse. 
O tenente Musulin organizou uma reunião com um comitê de aviadores para discutir os preparativos que precisariam ser feitos antes que a evacuação pudesse ocorrer. Ele descobriu que havia aproximadamente 250 aviadores divididos em seis grupos e alojados em um raio de dezesseis quilômetros da pista de pouso em Galovića polje (campo de Galovica), perto de Pranjani. Musulin estabeleceu um serviço de correio entre a missão e os vários grupos, a fim de fornecer notícias diárias sobre os progressos realizados na evacuação. Ele também distribuiu fundos para permitir que os aviadores comprassem os suprimentos necessários. Ao mesmo tempo, Mihailović designou o Primeiro Corpo de Exército de Ravna Gora para fornecer segurança à operação.

Segundo o professor Kirk Ford, os aviadores reunidos em Pranjani aguardando a evacuação representavam uma fonte potencial de inteligência, especialmente no que diz respeito à Sérvia. "Eles testemunharam a guerra civil entre Chetnik e as forças partidárias e experimentaram toda a gama de relações Chetnik-Alemanha, desde a hostilidade aberta até a tolerância cautelosa e, às vezes, a acomodação. Eles viram soldados Chetnik darem suas vidas para salvá-los da captura e tiveram foram protegidos e bem tratados pelas forças de Mihailović e pelo campesinato sérvio.Sua própria presença em Pranjani sob o comando de Chetnik era em si uma evidência clara de que Mihailović permaneceu bem disposto em relação aos Estados Unidos e não foi um colaborador no verdadeiro sentido da palavra." 
Para alguns, pode ser difícil compreender como é que os Chetniks puderam resgatar aviadores americanos dos alemães, como fizeram pelo menos num caso, e, ao mesmo tempo, colaborar com essas mesmas forças. A resposta está na percepção dos Chetniks sobre quem era realmente o inimigo. Os Chetniks consideravam o movimento comunista partidário uma ameaça muito maior para a Iugoslávia do que as forças de ocupação alemãs. O apoio renovado dos Aliados foi o único meio de Mihailovic reverter a aquisição partidária. Não havia absolutamente nada a ganhar entregando os aviadores americanos aos alemães. Na verdade, os americanos evacuados foram uma fonte significativa de relações públicas de primeira linha em nome dos Chetniks. No final de 1944, apenas os americanos demonstravam qualquer preocupação externa com o que poderia acontecer aos chetniks quando os guerrilheiros ganhassem o controle. Fazer qualquer coisa, exceto resgatar e proteger os aviadores americanos, significaria a perda de sua última fonte de apoio e salvação.

—Comandante Thomas T. Matteson, em An Analysis of the Circumstances Surrounding the Rescue and Evacuation of Allied Aircrewmen from Yugoslavia, 1941-1945.
De acordo com estatísticas compiladas pela Unidade de Resgate de Tripulação Aérea da Força Aérea dos EUA, entre 1º de janeiro e 15 de outubro de 1944, um total de 1.152 aviadores americanos foram transportados por via aérea da Iugoslávia, 795 com a ajuda dos guerrilheiros iugoslavos e 356 com a ajuda dos chetniks sérvios. . O tenente sérvio-americano Eli Popovich, parte da Missão Halyard ligada ao QG partidário, manteve contato por rádio com Arthur Jibilian para coordenar o resgate de todos os aviadores americanos e estrangeiros na Iugoslávia do QG de Mihailović (onde o operador de rádio Jibilian estava anexado).

## Construção da pista de pouso

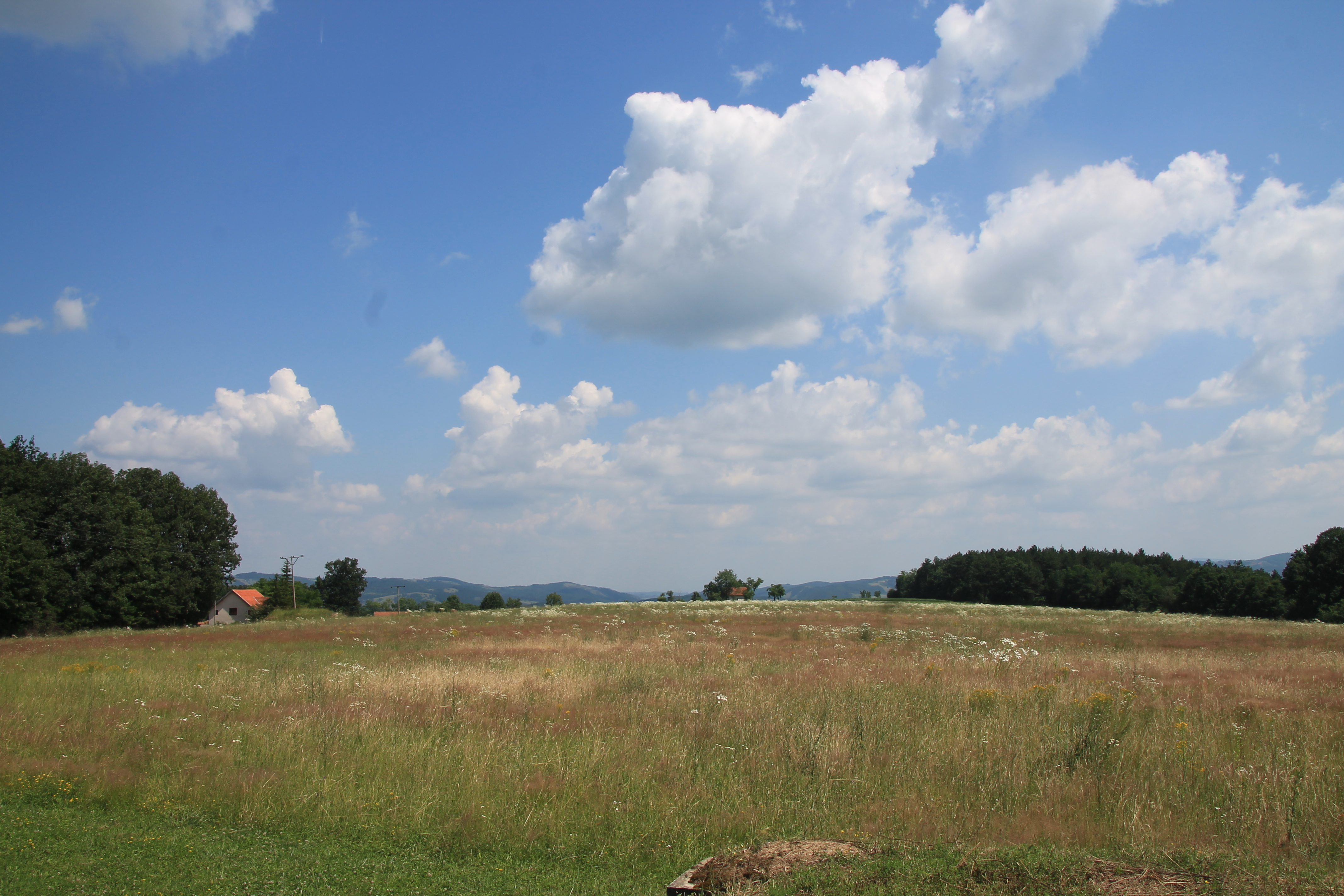
Aeródromo improvisado na aldeia de Pranjani. Neste local, em 2020, é iniciada a construção do Complexo Memorial e do aeródromo desportivo para comemorar esta operação de resgate.

No início de março de 1944, 25 pilotos resgatados foram trazidos para Pranjani. O capitão Zvonimir Vučković do Primeiro Corpo de exército de Ravna Gora foi responsável pela sua segurança. Mihailović ordenou que Vučković construísse uma pista de pouso improvisada da qual os aviadores pudessem ser evacuados. Vučković selecionou um campo perto de Pranjani . A construção da pista de pouso foi gerenciada pelo capitão Nikola Verkić. Vučković declarou:
Mais de cem escavadores e o mesmo número de carroças puxadas por bois foram usados para construir. Por causa do maior sigilo trabalhávamos principalmente à noite. A escavação, o nivelamento e o corte de árvores criaram bolhas nas mãos. No final de Março enviei um relatório ao General Mihailović informando que os trabalhos em redor do aeroporto estavam concluídos.
As autoridades britânicas consideraram a pista de pouso muito curta. Onze aviadores, incluindo John P. Devlin, queriam ir a pé até o Mar Adriático. Mihailovic forneceu unidades de apoio e elas partiram em 19 de abril, após uma despedida cerimonial em Pranjani. Os aviadores restantes não conseguiram andar devido a ferimentos e doenças. Mais algumas dezenas de aviadores chegaram a Pranjani no final de abril. Vučković os dividiu em dois grupos. O primeiro, do distrito de Takovo, foi orientado pelo Sargento Bora Komračević. O segundo grupo do distrito de Dragačevo foi orientado por Mihailo Paunović, que não falava inglês. 

## Combate terrestre
Devido à reunião de aviadores resgatados perto de Pranjani, ocorreram combates entre os Chetniks e as forças de ocupação alemãs e búlgaras. Em 14 de março de 1944, os alemães mudaram-se para a aldeia de Oplanić, perto de Gružа, em busca da tripulação de um Liberator abatido. O 4º batalhão da brigada Gruža do capitão Nikola Petković abriu fogo contra os veículos blindados alemães para atraí-los para longe da parte da aldeia onde os aviadores estavam escondidos. Três Chetniks foram mortos e mais dois capturados durante o tiroteio. Após a guerra, os comunistas destruíram as suas lápides. 
A 1ª Brigada Dragačevo do Primeiro Corpo de Ravna Gora enfrentou as forças alemãs que tentavam capturar uma tripulação americana que saltava na estrada Čačak - Užice. Vučković relatou a morte de alguns soldados Chetnik na luta. Os Chetniks caídos foram enterrados em um cemitério na vila de Dljin. 
O tenente-coronel Todor Gogić, comandante do grupo Morava Corps, enviou um radiograma a Mihailović em 17 de abril: "Em 15 de abril, por volta das 11 horas, devido a uma falha no motor, um B-24 Liberator com uma tripulação de 10 pessoas fez um pouso de emergência perto do aldeia de Drenovac, ao sul de Paraćin. Conseguimos resgatar nove tripulantes dos alemães e búlgaros, mas um aviador foi capturado. A tripulação é do 861º Esquadrão, 460º grupo de bombardeiros. 

## Partida da missão política Chetnik
A missão militar britânica SOE liderada pelo Brigadeiro Charles Armstrong estava pronta para evacuação no final de maio de 1944. Após acordo com sua sede em Bari, três aeronaves de carga Douglas Dakota (C-47) pousaram em Pranjani em 29 de maio. Além da missão SOE, 40 aviadores aliados resgatados também foram evacuados. Mihailović decidiu enviar uma missão política a Londres utilizando a mesma evacuação. A missão foi liderada pelo Presidente do Partido Socialista da Iugoslávia, Živko Topalović. Topalović foi membro do partido Internacional Operária e Socialista antes da guerra. Ele pretendia reunir-se com líderes políticos britânicos para influenciá-los a mudar a decisão de Winston Churchill de abandonar Mihailović e apoiar Josip Broz Tito. A missão de Topalović foi um fracasso. Os britânicos não permitiram que ele deixasse o sul da Itália.

## Rádio

### O boletim da agência de notícias da Iugoslávia Democrática
Relatórios sobre os aviadores resgatados foram enviados à agência de notícias "Iugoslávia Democrática", que pertencia ao Alto Comando do Exército Iugoslavo na pátria de Mihailović. Esta agência tinha um escritório e uma estação de rádio na cidade de Nova York. Um relatório foi recebido pela Embaixada da Iugoslávia em Washington, D.C. O pessoal chefiado pelo Embaixador Konstantin Fotić, encaminhou o relatório ao Exército dos EUA, para que as famílias dos aviadores, especialmente as suas mães, que em alguns casos foram previamente notificadas de que os seus filhos estavam "desaparecidos em combate". Os relatórios quase sempre continham os nomes e endereços dos aviadores.
Mirjana Vujnovich estava a trabalhar na Embaixada Iugoslava em Washington quando soube de relatos de que guerrilheiros sérvios estavam a abrigar aviadores aliados. Ela repassou a informação ao marido, George Vujnovich, que montou um plano de resgate.  O tenente George Vujnovich, trabalhou para o OSS em Brindisi, no sul da Itália. Ele recebeu uma carta de sua esposa que mencionava a situação dos aviadores americanos: "são centenas... você pode fazer algo por eles? Seria ótimo se [eles] fossem evacuados".  Foi o ponto de viragem que levou ao planeamento e execução da Operação Halyard. 

### Evacuação
No final de maio de 1944, pela primeira vez desde 1941, não havia oficiais de ligação aliados com os chetniks. O quartel-general de Mihailovich tentou estabelecer contato direto por rádio com o Comando Aliado do Mediterrâneo, mas falhou.
Em 15 de julho de 1944, ao retornar em um avião gravemente danificado (B-17G, 840º BS, 483º BG, 15º AF, Sterparone, Itália) em uma missão a uma importante refinaria de petróleo inimiga em Ploesti, o Capitão Leo C. Brooks [West Point, junho de 1943] foi forçado a resgatar a Iugoslávia (Ljig, Sérvia). Imediatamente após o desembarque, ele foi abordado por membros do exército Chetnik que lhe ofereceram assistência. A pedido do capitão Brooks para ver seu comandante (Kapetan Marko Muzikravić), ele foi conduzido pelas montanhas por vários dias. Em 26 de julho de 1944, ele alcançou uma pista de pouso britânica (Pranjani, Sérvia) que havia sido preparada para a evacuação dos fugitivos.
Nas aldeias que rodeiam este campo já havia cerca de 150 aviadores americanos que aguardavam uma evacuação prevista, e mais chegavam todos os dias. Como oficial americano graduado, ele assumiu o comando dos americanos presentes. Em conjunto com o comandante da área de Chetnik, ele determinou a melhor política a seguir no aquartelamento e proteção dos homens e na aplicação de um alto grau de disciplina de camuflagem. Devido ao seu planejamento cuidadoso, tato e diplomacia, o Capitão Brooks obteve o máximo de ajuda e assistência do Exército Chetnik. Dois corpos inteiros do exército, totalizando 3.000 homens, foram fornecidos a ele para garantir ampla defesa contra uma possível interferência alemã.
Por sugestão do capitão Brooks, todos os homens a serem evacuados foram divididos em seis grupos, com um oficial americano encarregado de cada um. O primeiro desses grupos era composto por todos os doentes e feridos que ficavam alojados perto de um hospital para receber atendimento médico. Os restantes grupos estavam dispersos nas montanhas vizinhas, estando o mais distante a duas horas de caminhada. Mantendo consigo uma equipe de seis oficiais para cuidar do trabalho de estado-maior, o capitão Brooks então ordenou que, para garantir a evacuação mais ordenada e rápida possível, fosse elaborada uma lista por nome, patente e número de série de todos os americanos na área, juntamente com o data em que foram abatidos. Enquanto isso, dois homens (um era o 1º Ten Tom Oliver (West Point, junho de 1943, B-24, 756º BS, 459º BG, 15º AF, Giulia, Itália e, ironicamente, colega de quarto de academia do Capitão Brooks) que foram enviados para contato com o quartel-general do general Mihailovic, trouxe a notícia de que em uma das três noites específicas, aviões amigos pousariam para evacuar os presentes.
O capitão Brooks inspecionou o campo de aviação, improvisou um sistema de iluminação noturna com várias lâmpadas de querosene e depois montou um relógio para sinalizar aos aviões quando eles chegassem. Porém, apenas um avião chegou e não pousou, deixando cair suprimentos e três homens de pára-quedas. Esses três homens (equipe OSS, 1º Ten Musulin, Sargento Rajacich e Suboficial da Marinha Jibilian) foram enviados como uma missão aliada da Itália e trouxeram um rádio. O oficial encarregado da missão informou que a pista de pouso não era considerada utilizável pela 15ª Força Aérea e que nenhum pouso seria feito até que um grande trabalho fosse feito nela. Depois de montar uma estação de rádio improvisada com o novo equipamento, o Capitão Brooks deixou um oficial encarregado dos trabalhos de construção necessários neste campo específico, deu-lhe instruções detalhadas sobre como concluir o projeto e adquiriu para ele, através do Comandante do Exército Chetnik, um grande número de trabalhadores iugoslavos.
Os seis oficiais restantes, incluindo ele mesmo, foram divididos em equipes de dois homens para investigar possíveis locais para outro campo. Desta forma, foram descobertos dois locais melhores e os trabalhos foram imediatamente iniciados também nesses campos. Nesse ínterim, o contato por rádio com a 15ª Força Aérea foi restabelecido. Foi feita uma solicitação de suprimentos urgentes e enviada uma mensagem sobre o trabalho que estava sendo feito no primeiro campo. Dois transportes chegaram logo depois e deixaram cair uma quantidade considerável de suprimentos necessários. Agindo sob instruções previamente emitidas pelo Capitão Brooks, o grupo aquartelado mais próximo do local de lançamento trouxe com sucesso todos esses suprimentos. Vários dias depois, quando a construção do primeiro campo avançou até o ponto em que era utilizável, a 15ª Força Aérea foi notificada. Chegou uma mensagem do quartel-general informando que oito aeronaves chegariam naquela noite, cada uma com capacidade para 12 homens. O capitão Brooks então enviou mensageiros para alertar os primeiros 96 homens programados para partir.
O campo foi limpo e sinalizações acesas. Um oficial foi encarregado dos homens e recebeu ordem de que cada grupo de doze homens deixasse a floresta somente quando o avião estivesse pronto. Durante esse tempo, ninguém mais deveria estar em campo. Outro oficial foi destacado para receber os aviões quando eles pousassem e estacioná-los para carregamento. Um terceiro oficial foi destacado para guiá-los para a decolagem. Apenas quatro aeronaves (C-47A, 60thTCG, 12thAF Brindisi, Itália) chegaram naquela noite, a primeira transportando um médico, vários assistentes e suprimentos médicos. Esses quatro aviões pousaram, foram descarregados, carregados com evacuados e despachados com sucesso. O capitão Brooks soube pelo piloto do primeiro avião a pousar que a operação continuaria durante a manhã seguinte com cobertura de caça amigo. Ele imediatamente enviou mensageiros para todos os diferentes grupos.
Às 7h do dia 10 de agosto de 1944, todos os evacuados restantes estavam reunidos na floresta adjacente ao campo. Para auxiliar a aeronave, o capitão Brooks mandou marcar o campo com tiras de pára-quedas. À medida que cada avião chegava naquela manhã, 20 homens eram enviados até ele e ele decolava. Só depois de todos os outros evacuados terem sido carregados é que o capitão Brooks embarcou no último avião. Após o carregamento deste último avião, o piloto contou 21 homens a bordo, um a mais que o máximo. Supondo que alguém teria que ficar no chão, o capitão Brooks deixou imediatamente o avião como o voluntário que ficaria para trás. Uma recontagem feita pelo piloto, porém, revelou que ele tinha apenas 20 passageiros em vez de 21. Depois de se assegurar de que a segurança dos outros não estaria em perigo, o capitão Brooks embarcou novamente. Um total de 240 americanos, sete britânicos, 12 russos, cinco franceses e cinco oficiais e homens italianos foram evacuados nesta operação.

### Transporte aéreo de Pranjani para Bari
À meia-noite de 2 de agosto de 1944, um avião americano sobrevoou Pranjani, perto do quartel-general de Mihailovic, no centro da Sérvia, onde um incêndio ardeu como um sinal previamente acordado. Três pára-quedas abertos logo atrás e abaixo da aeronave, eles apoiavam os agentes de inteligência do OSS Capitão George Musulin, o Tenente Michael Rayachich e o Sargento Arthur Jiblian e seu equipamento de rádio; eles estavam lá para configurar a operação. A primeira tarefa do capitão Musulin foi solicitar a Mihailović que todos os aviadores resgatados fossem reunidos na área para a próxima evacuação. Musulin foi assegurado de que os Chetniks haviam feito todo o possível pelos aviadores, inclusive cuidados médicos. Eles deveriam ter escoltas armadas até o ponto de evacuação. Entretanto, para permitir um possível ataque alemão a Pranjani, Mihailović foi instruído a construir uma pista de aterragem de reserva no distrito de Dragačevo. 
Mihailović decidiu enviar representantes adicionais à Itália para ajudar Topalović na sua missão. Eles eram;  o presidente do Partido Democrático Independente Adam Pribićević, o juiz da Suprema Corte Dr. Vladimir Belajčić, o capitão Zvonimir Vučković e Ivan Kovač, um esloveno que ensinou o rei Pedro II antes da guerra.
Enquanto isso, no domingo, 6 de agosto de 1944, o The New York Times publicou uma entrevista com Mihailović pelo jornalista Cyrus Leo Sulzberger.
Perto de Pranjani, as sentinelas de Chetnik detiveram um civil identificado como Ivan Popov; um sentinela teve suas suspeitas despertadas porque pensou ter visto Popov deixar um prédio da Gestapo em Belgrado vestindo uniforme de oficial alemão. O capitão Vučković ordenou a execução do homem. No entanto, o civil foi dispensado no último minuto, quando mostrou a Vučković uma carta assinada por Mihailović. O incidente foi comunicado ao general, que ordenou que fosse enviado ao seu quartel-general. Popov era um agente duplo dos iugoslavos e britânicos na Gestapo. Ele também era irmão de Dušan Popov.  Popov (codinome britânico Dreadnought, iugoslavo (Chetnik) codinome Eskulap), foi evacuado junto com aviadores americanos para a Itália. Os jovens aviadores não faziam ideia de que um dos passageiros era um ex-oficial da Gestapo.
A maior evacuação de Pranjani começou às 03h00 do dia 10 de agosto. Quatro C-47 chegaram; eles foram seguidos por mais seis. Outras fontes fornecem doze  ou quatorze aeronaves de transporte dos EUA usadas.  Essas aeronaves podem ter sido protegidas por 50 caças (P-51 Mustang e P-38 Lightning) da Décima Quinta Força Aérea,  mas uma fonte indica que elas foram protegidas por seis Spitfires da Royal Air Force.  A segurança terrestre foi fornecida pelo grupo Morava comandado pelo capitão Aleksandar Milošević. Um total de 237 homens foram evacuados.  
A operação foi repetida nos dias 12, 15 e 18 de agosto; outros 210 aviadores foram evacuados. Uma nova unidade OSS, sob a Operação Ranger, foi liderada pelo Coronel Robert H. McDowell. Musulin saiu de Pranjani em 29 de agosto, na mesma aeronave em que McDowell havia chegado. O substituto de Musulin foi o capitão Nick Lalich, que voou para Pranjani em 10 de agosto.

### Evacuação de Koceljeva
Às vésperas da invasão do Exército Vermelho em setembro de 1944, o comando supremo do Exército Iugoslavo, juntamente com as missões Halyard e Ranger, deixaram Pranjani e foram transferidos para Mačva. Outra pista de pouso improvisada em Koceljeva foi construída. A pista tinha 400 metros de comprimento. Foi construído entre 15 e 17 de setembro. Vinte aviadores, um francês, alguns italianos e dois oficiais médicos norte-americanos foram evacuados em 17 de setembro. 

### Evacuação de Boljanić
Uma terceira pista de pouso improvisada foi construída entre 22 de outubro e 1º de novembro em Boljanić, perto de Doboj, no leste da Bósnia. Foi usado para evacuar o Comando Supremo do Exército Iugoslavo e 15 aviadores dos EUA em 27 de setembro. Esses aviadores saltaram de duas aeronaves danificadas em junho de 1944 para Milino Selo, no leste da Bósnia. Eles foram acomodados nas casas de Luke Panić e de vários fazendeiros proeminentes na vila de Boljanić, e resgatados pelo major do Corpo de exército Chetniks Ozren, Cvijetin Todić. Dois C-47, cobertos por sete caças, pousaram. Os evacuados, incluindo o capitão John Milodragovich e o tenente Michael Rajachich (ambos OSS), foram levados para Bari. McDowell tentou persuadir Mihailović a acompanhá-lo à Itália, mas ele recusou, dizendo: "Prefiro perder a vida no meu país do que viver como um pária em uma terra estranha. Ficarei com meus soldados e meu povo até o fim, para cumprir o dever que meu Rei me confiou. Pelo Rei e pela Pátria – Liberdade ou Morte!
Dois C-47, um pilotado pelo Coronel George Kraigher, (um pioneiro no desenvolvimento da Pan American World Airways),  o outro pelo Primeiro Tenente John L. Dunn, deixaram a Itália às 11h do dia 27 de dezembro de 1944. Escoltados por 16 P-38, eles chegaram ao campo de pouso de emergência em Boljanić às 12h55. Ao avistar um buraco no céu nublado, Kraigher avançou e pousou em uma pista de 1.700 pés que estava congelada apenas o suficiente para suportar o peso de um C-47. Os transportes foram recebidos pelo Capitão Lalich. A aeronave foi rapidamente carregada com 20 aviadores americanos, um cidadão americano, dois oficiais iugoslavos (Chetnik), quatro franceses, quatro militares italianos e dois membros restantes da equipe Halyard, Lalich e seu operador de rádio, Arthur Jibilian. Lalich tentou mais uma vez persuadir Mihailović a acompanhá-los à Itália. Mihailović permaneceu consistente na sua intenção de ficar com os seus soldados. A aeronave decolou às 13h15.

## Estatísticas
- 237 homens evacuados de Pranjani de 9 a 10 de agosto
- 210 homens evacuados de Pranjani em 12, 15 e 18 de agosto
- 20 homens evacuados de Koceljeva em 17 de setembro
- 15 homens evacuados da aldeia de Boljanić em 1 de novembro
- 20 homens evacuados de Boljanić em 27 de dezembro

Um total de 417 aviadores aliados foram transportados de avião do território de Chetnik durante a Operação Halyard, dos quais 343 eram americanos. 

## Membros da Missão Halyard
- Capitão George Musulin (Chefe da Missão de 2 a 19 de agosto de 1944) - Legião de Mérito.
- George Vujnovich, ajudou a organizar e supervisionar a missão - Medalha Estrela de Bronze. [50]
- Tenente Michael "Mike" Rayachich (membro da missão de 2 a 19 de agosto, depois membro da missão Renger até 1 de novembro de 1944) - Legião de Mérito com cacho de folhas de carvalho.
- Operador de rádio Especialista da Marinha Suboficial de 1ª Classe (o equivalente ao sargento) Arthur Jibilian (membro da missão de 2 de agosto a 27 de dezembro de 1944) - Estrela de Prata
- Capitão Nick Lalich (membro da missão de 10 a 28 de agosto, Chefe da Missão de 29 de agosto a 27 de dezembro de 1944) - Legião de Mérito.
- Capitão Jack Mitrani, MD, com dois assistentes médicos (o Dr. Mitrani chefiou a missão da equipe médica de Halyard de 10 de agosto a 17 de setembro de 1944).

## Missão

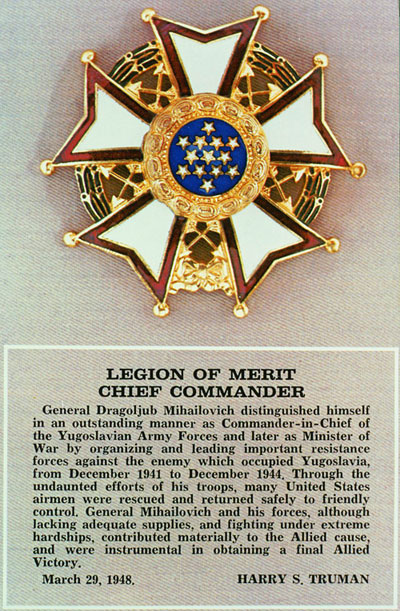
Mihailović foi condecorado postumamente com a Legião de Mérito dos EUA

Esta operação ocorreu entre agosto e dezembro de 1944 a partir de um campo de aviação florestal toscamente construído, criado por camponeses sérvios em Pranjani. É pouco conhecido hoje e em grande parte desconhecido para a maioria dos americanos. É o tema do livro The Forgotten 500: The Untold Story of the Men Who Risked All For the Greatest Rescue Mission of World War II, de 2007, do autor Gregory A. Freeman. Em seu livro, ele a descreve como uma das maiores histórias de resgate já contadas. Conta a história de como os aviadores foram abatidos num país sobre o qual nada sabiam e como os aldeões sérvios estavam dispostos a sacrificar as suas próprias vidas para salvar as vidas das tripulações aéreas.
O OSS planejou um resgate elaborado envolvendo aviões de carga C-47 pousando em território inimigo. Foi uma operação extremamente arriscada, envolvendo os aviões não só entrando em território inimigo sem serem abatidos, mas também pousando, resgatando os aviadores abatidos, depois decolando e voando para fora desse mesmo território, novamente sem serem abatidos. O resgate foi um sucesso total, mas recebeu pouca ou nenhuma publicidade. Isto deveu-se em parte ao momento em que a atenção do mundo se concentrou no conflito no norte de França.
Por causa desta operação, e devido aos esforços do Major Richard Felman, o presidente dos Estados Unidos Harry S. Truman concedeu postumamente a Mihailović a Legião do Mérito por sua contribuição para a vitória dos Aliados durante a Segunda Guerra Mundial. Inicialmente, este elevado prémio e a história do resgate foram classificados como secretos pelo Departamento de Estado dos EUA para não ofender o então governo comunista da Jugoslávia. Tal demonstração de apreço pelos Chetniks não teria sido bem-vinda, uma vez que os Aliados Ocidentais, que tinham apoiado os Chetniks no início da Segunda Guerra Mundial, mudaram de lado para os Partidários de Josip Broz Tito na última parte da guerra. O prêmio foi entregue à filha de Mihailović, Gordana Mihajlovic, pelo Departamento de Estado dos EUA em 9 de maio de 2005.

## Comemoração

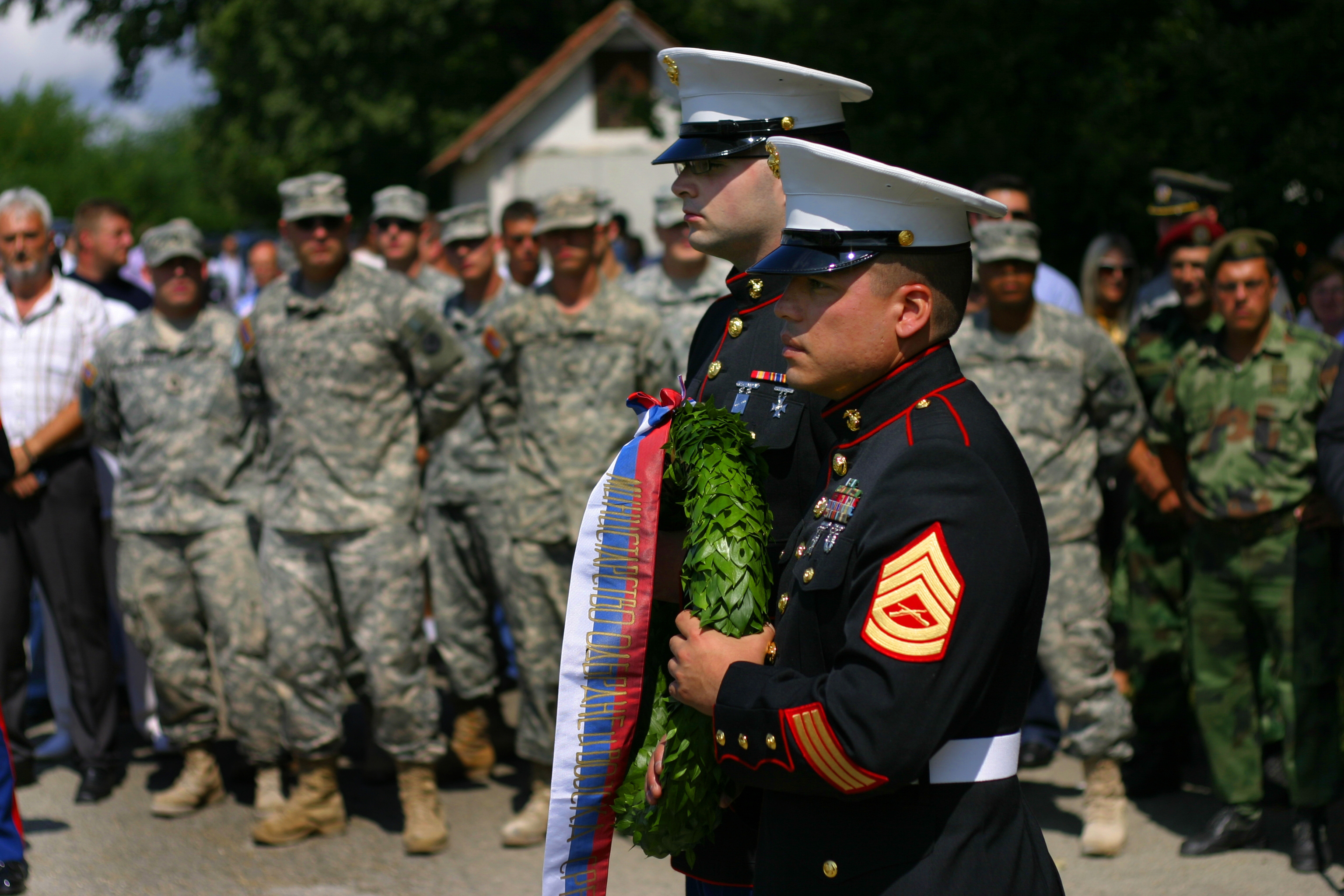
Guardas de segurança da Marinha da Embaixada dos EUA em Belgrado, Sérvia Lance Corporal Aaron Johnston e Sargento de Artilharia. Laureano Perez depositou uma coroa de flores no memorial da Missão Halyard em Pranjani, Sérvia.

A autoridade para erguer um monumento a Mihailovich foi concedida em 1989 pelo Comitê Nacional de Aviadores Americanos em Washington, Distrito de Columbia, em reconhecimento ao papel que desempenhou no salvamento das vidas de mais de quinhentos aviadores dos Estados Unidos na Iugoslávia durante a Segunda Guerra Mundial. 

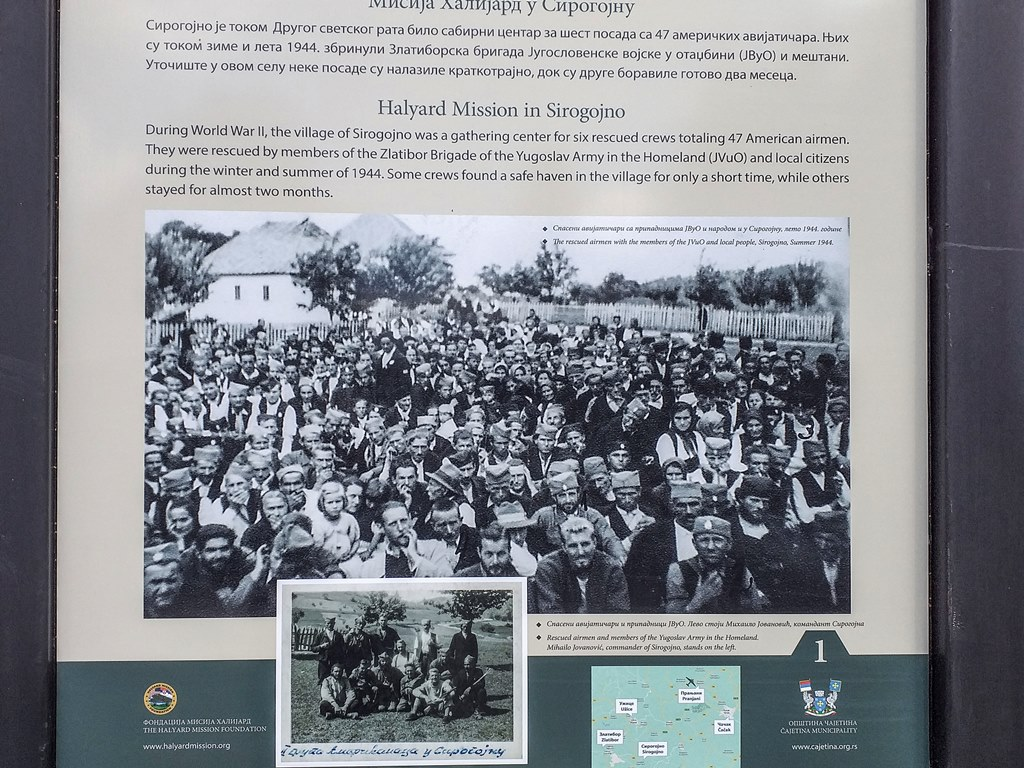
Memorial da Operação Halyard do Corpo de Zlatibor em Sirogojno

Em 12 de setembro de 2004, cinco anos após o conflito armado da OTAN contra a Iugoslávia, quatro veteranos norte-americanos, Clare Musgrove, Arthur Jibilian, George Vujnovich e Robert Wilson, visitaram Pranjani para o descerramento de uma placa comemorativa.  Um projeto de lei apresentado na Câmara dos Representantes dos EUA por Bob Latta em 31 de julho de 2009, solicitava que Jibilian recebesse a Medalha de Honra por sua participação na Operação Halyard.
No Dia dos Veteranos de 2007, o Embaixador dos EUA na Sérvia, Cameron Munter, visitou Pranjani e presenteou os cidadãos da região com uma proclamação assinada pelo Governador do Estado de Ohio expressando gratidão às famílias sérvias que resgataram centenas de aviadores dos EUA cujos aeronaves foram abatidas pelas forças nazistas na Segunda Guerra Mundial.
Em 17 de outubro de 2010, George Vujnovich foi premiado com a Estrela de Bronze em uma cerimônia na cidade de Nova York por seu papel na operação.   Vujnovich treinou os voluntários que realizaram o resgate, ensinando-os a se misturar com outros sérvios, dominando tarefas mundanas de acordo com os costumes locais, como amarrar e prender os cadarços dos sapatos e colocar comida nos garfos com as facas durante as refeições.

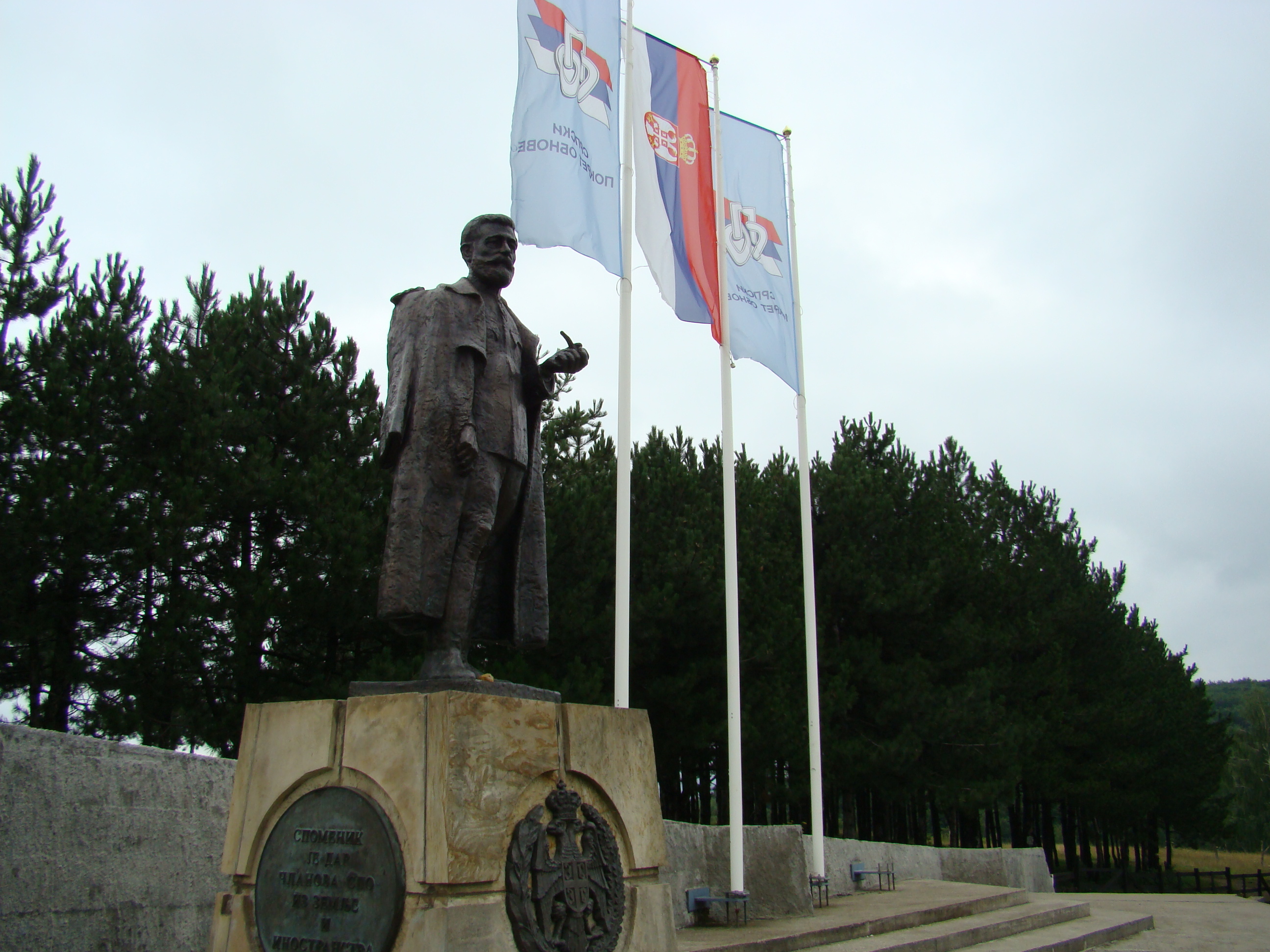
Monumento ao General Draza Mihailovic em Ravna Gora, perto da histórica pista de pouso improvisada na vila Pranjani, Sérvia.

A Embaixada dos EUA em Belgrado, em cooperação com a Iniciativa Euro-Atlântica e os cidadãos de Pranjani, iniciou um projecto para construir uma biblioteca e um centro juvenil em Pranjani que irá ajudar a educação das crianças locais e melhorar a comemoração da Missão Halyard. O projeto marcará um vínculo histórico entre os povos sérvio e americano e a parceria estatal entre a Sérvia e Ohio, que foi estabelecida em 2006. O projeto incluirá um esforço para educar o público sérvio e americano sobre a Missão Halyard, através de exposições fotográficas, uma apresentação na Internet e a produção de um documentário. O projecto da biblioteca-centro juvenil consiste na construção de um espaço polivalente. Servirá como biblioteca e centro de educação multimídia para jovens e agricultores da região de Pranjani. Será equipado com acesso à Internet e servirá de centro memorial para a Missão Halyard, que incluirá uma exposição permanente de fotografias, objetos e documentos relacionados com a missão de evacuação dos aviadores aliados e a aliança durante a guerra entre o povo da Sérvia e os EUA. as exposições do Centro serão entregues ao Museu Nacional da Força Aérea dos Estados Unidos, Base Aérea de Wright-Patterson, em Ohio, onde será inaugurada uma área de exposição especial sobre o papel da Sérvia no resgate dos aviadores na Segunda Guerra Mundial. Semelhante ao Memorial do Vietnã em Washington, DC, uma parede do centro Pranjani incluirá os nomes de todos os aviadores aliados que foram resgatados durante a missão Halyard e das famílias sérvias que os esconderam e cuidaram. A Biblioteca será construída imediatamente adjacente à escola primária e à igreja Pranjani, que foi o local utilizado para cerimónias de amizade e cooperação entre os cidadãos da região, o movimento Ravna Gora (Exército Iugoslavo na Pátria) e a missão dos EUA. Outro segmento será construído no campo de Galovića em Pranjani, onde a Força Aérea dos EUA evacuou os aviadores. Esta parte do projeto prevê a construção de um hangar e a colocação de uma aeronave C-47 em seu interior. Além disso, serão erguidas placas e mapas multilíngues que permitirão aos amantes da história e aos turistas interessados conhecer a Missão Halyard e o patrimônio histórico da região.